# 15379 Alefranz
15379 Alefranz eller 1997 QG1 är en asteroid i huvudbältet som upptäcktes den 29 augusti 1997 av de båda italienska astronomerna Piero Sicoli och Paolo Chiavenna vid Sormano-observatoriet. Den är uppkallad efter den italienska komikerduon Alessandro Besentini och Francesco Villa.